# Valkenswaard Challenger
Il Valkenswaard Challenger è stato un torneo professionistico di tennis giocato su campi in sintetico indoor. Faceva parte dell'ATP Challenger Series. Si giocava annualmente a Valkenswaard nei Paesi Bassi.

## Albo d'oro

### Singolare
| Anno | Campione          | Finalista     | Punteggio     |
| ---- | ----------------- | ------------- | ------------- |
| 1986 | Huub van Boeckel  | Wolfgang Popp | 6–4, 6–3      |
| 1987 | Christian Saceanu | Menno Oosting | 2–6, 6–4, 6–4 |
| 1988 | Wally Masur       | Udo Riglewski | 7–6, 6–7, 7–5 |
| 1989 | Éric Winogradsky  | Markus Zoecke | 3–6, 6–3, 6–4 |

### Doppio
| Anno | Campioni                          | Finalisti                           | Punteggio     |
| ---- | --------------------------------- | ----------------------------------- | ------------- |
| 1986 | Wolfgang Popp Udo Riglewski (1)   | Michiel Schapers Freddie Sauer      | 0–6, 6–4, 6–1 |
| 1987 | Michiel Schapers Huub van Boeckel | Peter Carter Leif Shiras            | 3–6, 6–3, 6–2 |
| 1988 | Patrick Baur Udo Riglewski (2)    | Wojciech Kowalski Christian Saceanu | 3–6, 6–4, 6–3 |
| 1989 | Tom Nijssen Udo Riglewski (3)     | Karel Nováček Marián Vajda          | 4–6, 6–2, 6–1 |